# Colaspoides subtuberculata
Colaspoides subtuberculata is een keversoort uit de familie bladkevers (Chrysomelidae). De wetenschappelijke naam van de soort werd in 2006 gepubliceerd door Medvedev.